# 早稲田裕美子
早稲田裕美子（わせだ ゆみこ、8月15日 - ）は、鹿児島県を拠点に活躍する日本の女性ローカルタレントで、MBCタレントの一員。血液型はAB。

## 略歴
鹿児島県鹿屋市出身。鹿屋市立西原台小学校、鹿屋市立第一鹿屋中学校、鹿児島県立鹿屋高等学校を経て、文教大学女子短期大学部文芸学科卒業。出身中学の先輩には、桂竹丸、哀川翔などがいる。ニックネームは「わせちん」。実家は鹿屋市内の寿司店。
1992年（平成4年）、「パフォーマンスチーム ステージ１４∠°」で活動。その後、鹿児島のMBC南日本放送のMBCタレント試験に応募し合格。最初の教育係は野口たくおで、野口にとっても初めて教育を任された相手だった。その後、MBCテレビ『MBCてれび通り』でデビューし、MBC南日本放送の様々な番組でパーソナリティーやリポーターとして起用される。
2007年（平成19年）12月19日の『城山スズメ』で結婚を報告。2008年（平成20年）1月より、出産・育児のため休養し、2008年10月27日に鹿児島アリーナでの城山スズメ公開生放送で一時復帰。2009年（平成21年）4月5日から『たけまる商店営業中!』でレギュラー出演に復帰した。テレビ番組の『かごしま4』や『週刊1チャンネル』ではリポーターとして出演する事も多く、頭に自作の被り物をして中継をする事が多かった。
2015年（平成27年）から2017年（平成29年）まで放送大学教育心理に在学していた。
2021年（令和3年）12月31日をもって新たなステージを目指すとの本人のコメントがあり、レギュラーとしての最終出演は同年12月26日放送の『たけまる商店営業中!』であった。その後は東京都で暮らしつつもMBCタレントとして所属はしており、2023年（令和5年）11月10日放送のMBCラジオ特別番組『桂竹丸・よし俣とよしげ・野口たくおのチェスト行けおんじょ』にも出演している。

## 人物
認定心理士の資格を持つ。
野口たくおと仲が良く、MBCタレントになってからは、野口たくお、よし俣とよしげと共にコント集団「レッドタートルズ」を結成し、そのコント集団はコント劇団「つぐろじん」を経て、鹿児島弁喜劇集団「オモシテガ」へと変容しているが、野口やよし俣と共に、その全ての立ち上げに参加。野口とは音楽ユニットも組んでおり、本格派コメディロックバンド「X-SATSUMA」、「超時空戦士たくおマン音頭/野口たくお」のバックコーラス、「ワケありW不倫デュオひだまり」としても活動。乾き亭げそ太郎とは音楽グループ「pocket夢楽団」を結成し、ピアノ、ボーカル担当として活動した。
2018年（令和元年）にはR-1グランプリに裕美子☆ダ・ヴィンチとして出場し、2回戦まで勝ち進んだ。過去には、乾き亭げそ太郎と組んでM-1グランプリに挑戦した事もある。
MBCタレントとして活動するまでは、東京でモデル事務所に所属しレースクイーンなどの活動をしていたと、過去に某ラジオ番組中で野口たくおが語るも、当時の写真等が公表されていないため真相は定かではなかったが、2021年（令和3年）6月26日の『RADIO BURN+』にて｢私の記憶的にはない｣、｢野口さんが元レースクイーンだよね？みたいな冗談を（ラジオで）お聴きになった方が早稲田由美子の情報としてWikipediaに載せたのでは｣と発言し、また翌日2021年（令和3年）6月27日の『たけまる商店営業中!』でも改めて否定した上で｢初めて会う仕事先の人から（Wikipediaの情報を見て）レースクイーンをしていたのかと毎回必ず聞かれる｣と発言した。

## 出演

### テレビ
- MBCてれび通り（MBCテレビ）
- どーんと鹿児島（MBCテレビ）
- mixx（MBCテレビ）
- ふるさとワンダフル（MBCテレビ）土曜
- かごしま4（MBCテレビ）「街なか中継!」、「いきものワンダフル!!」
- 週刊1チャンネル（MBCテレビ）リポーター

### ラジオ
- たけまる商店営業中！（MBCラジオ）
- 城山スズメ（MBCラジオ）水曜、日曜
- たくちゃん、わせちんの土曜の本棚（MBCラジオ）土曜
- さつまお笑い劇場（MBCラジオ）不定期
- いきいき鹿児島!

## ローカルCM(過去)
- 山形屋キャンペーンCM